# Perche Macquarie
Macquaria australasica
Pour les articles homonymes, voir Macquarie.
Espèce
Statut de conservation UICN

 EN  : En danger
La Perche Macquarie (Macquaria australasica) est un poisson d'eau douce australien du bassin Murray-Darling. C'est un membre de la famille des Percichthyidae et elle est très proche de la perche dorée (Macquaria ambigua).
Elle doit son nom scientifique à la rivière où a été trouvé le premier poisson scientifiquement décrit : la Macquarie et au mot latin "sud": australasica.

## Description
La perche Macquarie est un poisson de taille moyenne, généralement 30 à 40 cm avec un poids de 1 à 1,5 kg. Les maxima sont d'environ 2,5 et 50 cm. La femelle est un peu plus grosse que le mâle. Leur corps est allongé, bombé, un peu aplati sur les côtés. La nageoire caudale, la nageoire anale et la partie postérieure de la nageoire dorsale est arrondie, la partie antérieure de la nageoire dorsale est plus forte. La bouche et les yeux sont relativement petits. La couleur peut aller du beige au gris foncé (le plus fréquent) et au noir. Les yeux sont argentés.

## Alimentation
La perche Macquarie est un poisson relativement placide dont la plus grande partie de l'alimentation se compose d'invertébrés aquatiques tels que les trichoptères, les plécoptères et les éphéméroptères avec quelques insectes terrestres.

## Reproduction
La perche Macquarie est un poisson d'eau vive et a une reproduction adaptée à ce type de cours d'eau (ce qui fait que cette espèce a de la peine à se reproduire en captivité). La femelle pond à la fin du printemps, dans une eau courante à 15-16 °C, au-dessus d'un lit de cailloux et de graviers dépourvus de vase. Les œufs tombent entre les cailloux et sont ainsi protégés jusqu'à leur éclosion. Il s'agit d'un mode de reproduction un peu analogue à celui de la truite.